# Dickon Mitchell

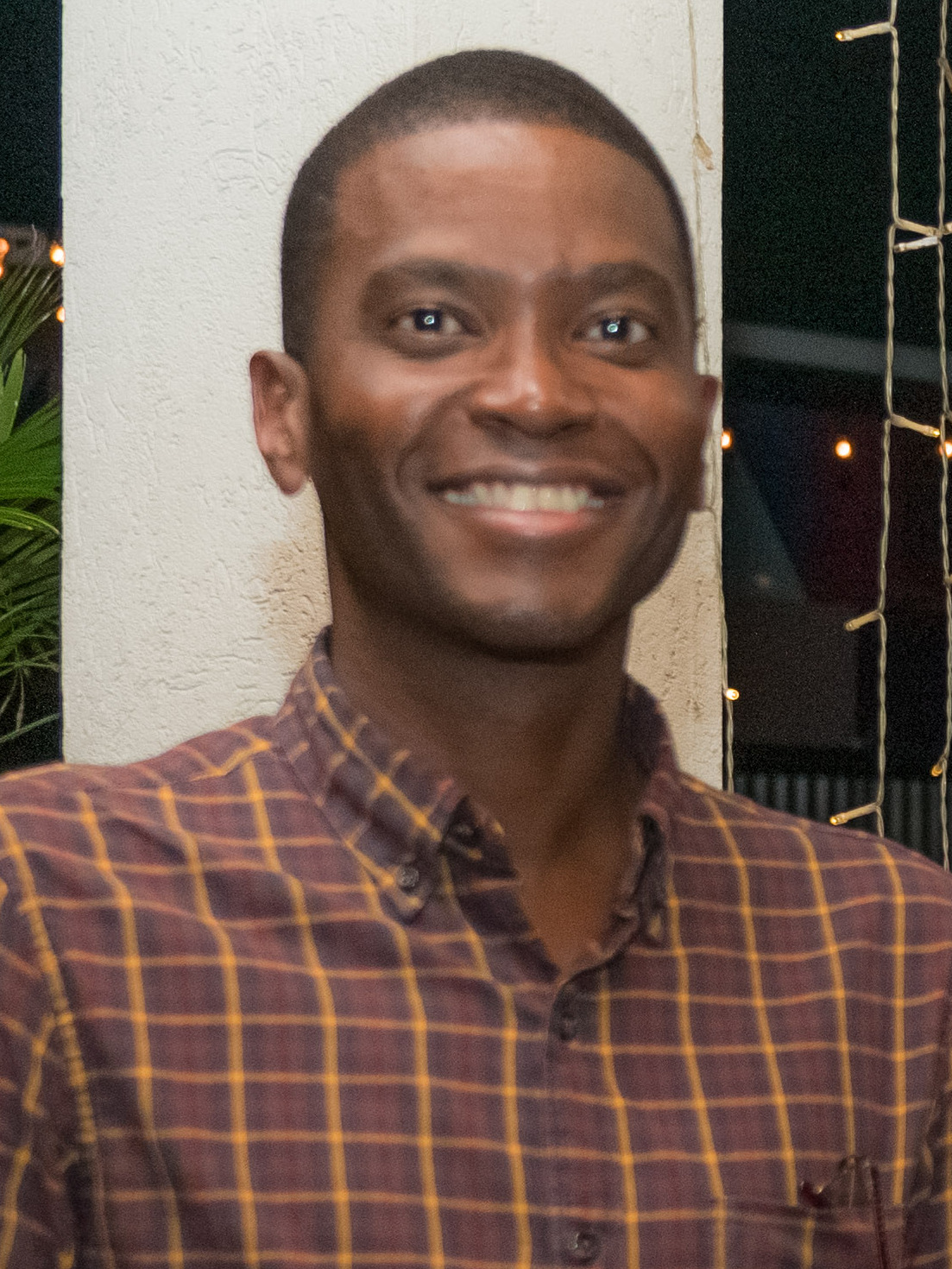
Dickon Mitchell (2022)

Dickon Amiss Thomas Mitchell (* 8. Oktober 1978 in Petite Esperance) ist ein grenadischer Politiker und Rechtsanwalt, der seit dem 24. Juni 2022 als neunter Premierminister von Grenada und seit 2021 als Vorsitzender des National Democratic Congress (NDC) amtiert.

## Leben
Mitchell wurde im Saint David Parish geboren und begann 1996 als Lehrer zu arbeiten. Er erwarb einen Bachelor of Laws an der University of the West Indies in Cave Hill und schloss 2002 seine juristische Ausbildung an der Hugh Wooding Law School in Trinidad ab. Danach begann er seine Karriere als Jurist bei der Kanzlei Grant, Joseph & Co, die er 2006 erwarb. Er gründete 2016 seine eigene Kanzlei unter dem Namen Mitchell & Co.
Als Politiker wurde Mitchell am 31. Oktober 2021 zum Vorsitzenden des NDC gewählt und trat bei den Wahlen 2022 als Spitzenkandidat gegen Keith Mitchell an. Mitchells NDC gewann die Parlamentswahlen 2022 mit etwas mehr als 51 % der Stimmen und gewann damit neun der fünfzehn verfügbaren Sitze im Parlament.
Er wurde am 24. Juni als neuer Premierminister vereidigt und versprach, die weitverbreitete Vetternwirtschaft im Land zu beenden und das Wahlsystem zu reformieren. Er übernahm im neuen Kabinett zusätzlich zum Posten als Premierminister noch die Position als Finanzminister.